# Nicole Boudreau
Pour les articles homonymes, voir Boudreau.
Nicole Boudreau est une communicatrice, militante et femme politique québécoise, née en 14 septembre 1949 à Noranda.
Elle est surtout connue pour son engagement en faveur de la protection du français et de l'indépendance du Québec. En 1986, elle fait l'histoire en devenant la première femme présidente de la Société Saint-Jean-Baptiste de Montréal. Puis, dès le début de 1995 et durant la campagne référendaire, elle assume les fonctions de porte-parole des Partenaires pour la souveraineté, une coalition d'organisations de la société civile vouée à promouvoir la souveraineté du Québec selon son propre plan d'action, indépendamment des partis politiques.

## Jeunesse, formation et débuts professionnels
Nicole Boudreau naît le 14 septembre 1949 dans une famille de la classe ouvrière de Noranda, en Abitibi. Son père est acadien (les Boudreau viennent de Petit-Rocher, près de Bathurst). 

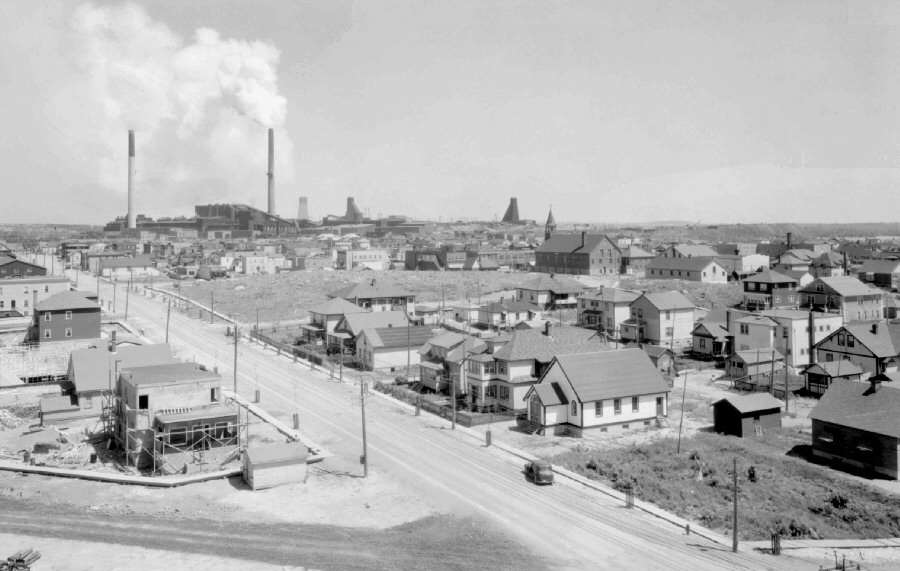
Vue générale de la ville de Noranda (Québec) en 1937 avec, en arrière-plan, la mine Noranda.

Les parents de Nicole Boudreau ont des revenus modestes, mais aussi, selon la principale intéressée, « une grande richesse à cause de la vie familiale très développée et d'une volonté profonde d'avoir des enfants éduqués socialement et dans la vie ».
C'est en Abitibi qu'elle fait la rencontre du cinéaste François Beauchemin, qui agit alors comme directeur photo du film Bulldozer, réalisé par Pierre Harel. À l'âge de 22 ans, elle quitte son Abitibi natale pour Montréal, où elle épouse François Beauchemin et poursuit ses études en animation et en radio,.
Désormais installée à Montréal, Nicole Boudreau fait ses débuts dans le monde des médias. Elle succède notamment à Camille Leduc à la barre de l'émission Les événements sociaux, présentée sur les ondes de CKAC, et occupe le poste de directrice des communications à la Conférence des communautés ethniques de langue française. Comme elle se montre douée pour les communications publiques, elle travaille comme animatrice de radio pendant quelques années.

## La femme engagée
Très tôt, Nicole Boudreau s'engage dans une vaste gamme de causes à caractère social ou politique, à commencer par la libération des prisonniers politiques et la défense des droits des femmes au début des années 1970. À la suite de l'élection du Parti Québécois (PQ), en 1976, elle milite également pour la protection de la langue française et pour l'indépendance du Québec.
Au cours des décennies suivantes, Nicole Boudreau ajoute à son action l'intégration des immigrants, la lutte à la pauvreté et la protection de l'environnement.

### La Société Saint-Jean-Baptiste de Montréal
Souverainiste de la première heure, Nicole Boudreau milite au PQ jusqu'au référendum sur la souveraineté-association de 1980. À la suite de l'échec référendaire, elle quitte les rangs du PQ pour se joindre plutôt à la Société Saint-Jean-Baptiste de Montréal (SSJBM). Elle explique avoir fait la transition en raison non pas du résultat décevant du référendum, mais bien à cause de « l'attitude défaitiste des militants péquistes » au lendemain du vote :
« Au lieu de l'envisager comme une catastrophe, les militants de la SSJB semblaient quand même heureux que 40 p. cent des répondants aient voté oui; ils se disaient qu'il restait un gros travail de sensibilisation à accomplir auprès des 60 p. cent de citoyens qui avaient coché la case du non. Cela correspondait davantage à mon état d'âme personnel »
Membre de l'organisation depuis 1980, Nicole Boudreau devient présidente de la SSJBM en 1986. Elle est la première femme à occuper ce poste, qu'elle conserve jusqu'en 1989. Consciente de prendre le pouvoir à un moment difficile à la fois pour le nationalisme québécois et pour la SSJBM, qui a une réputation plutôt conservatrice, Nicole Boudreau s'exprime en des termes encourageants le soir de sa victoire : « C'est une victoire pour les femmes, mais aussi une victoire pour la SSJB. Cette nomination aidera sûrement à démystifier l'image de société réactionnaire que bien des gens ont de la SSJB ». Du même souffle, Nicole Boudreau promet dès le premier jour d'être une « présidente d'animation, pas une présidente de prestige ».
Comme présidente de la SSJBM, Nicole Boudreau a des priorités claires: elle veut avant tout s'atteler à la défense de la Loi 101, à la réunification des forces indépendantistes au-delà des allégeances partisanes et à l'enseignement de l'histoire dans les écoles.

### La défense de la langue française
La défense de la langue française est une préoccupation constante pour Nicole Boudreau, tant à titre de présidente de la SSJBM qu'à titre de citoyenne de la société civile. Son engagement pour la protection de la langue est indissociable de son action pour la justice sociale et pour l'indépendance du Québec.

#### La Marche pour le français du 17 avril 1988
Au mois de décembre 1986, Nicole Boudreau organise un premier rassemblement en soutien au renforcement des lois linguistiques du Québec au Centre sportif Paul-Sauvé, à Montréal. Ce rassemblement, qui attire quelque 4 000 personnes, anticipe la formidable mobilisation du printemps 1988.
Le 7 mars 1988, la Société Saint-Jean-Baptiste de Montréal (SSJBM) et le Mouvement national des Québécois (MNQ) lancent un appel à la mobilisation de tous les Québécois et Québécoises « pour le droit de vivre en français au Québec ». Du même coup, Nicole Boudreau annonce la tenue d'une tournée nationale d'information sur l'état de la Loi 101 entre le 21 mars et le 17 avril. Au cours de cette offensive, qui vise avant tout les jeunes, les représentants de la SSJBM et du MNQ informent la population de l'ensemble des régions du Québec des divers aspects de la question linguistique et recueillent des mémoires et des témoignages afin d'élaborer un consensus national sur l'action à privilégier dans le futur.
Tout au long de la campagne, les représentants des deux organisations font circuler une pétition appuyant le droit de vivre en français. Chaque signataire est prié de verser 1,01 $ au Fonds pour un Québec français. La pétition, qui doit recevoir 101 000 signatures, est ultérieurement présentée au premier ministre Robert Bourassa.
« En lançant cette pétition payante », explique Nicole Boudreau en conférence de presse, « nous désirons soulever le paradoxe d'un peuple de parlants français, majoritaire sur son territoire et qui doit se cotiser [...] pour assurer la défense de ses droits fondamentaux ». Au passage, la présidente de la SSJBM rappelle que l'organisme Alliance Québec a déjà reçu 1 million de dollars du gouvernement fédéral pour la « défense de ses droits ».
Au terme de la tournée nationale, la SSJBM et le MNQ organisent une grande marche « pacifique et joyeuse » à Montréal. Les organisateurs prévoient la participation de quelque 5 000 personnes à la marche du 17 avril 1988; l'événement attire plus de 30 000 personnes. « Ce dimanche-là, à 1 heure 01 minute [...] près de 30 000 personnes défilèrent dans les rues de Montréal, à l'appel de la SSJB et du Mouvement national des Québécois. Une foule immense mobilisée pour le "droit de vivre en français" », résume la SSJBM. La marche du 17 avril 1988 est largement considérée comme l'événement-phare de la présidence de Nicole Boudreau.

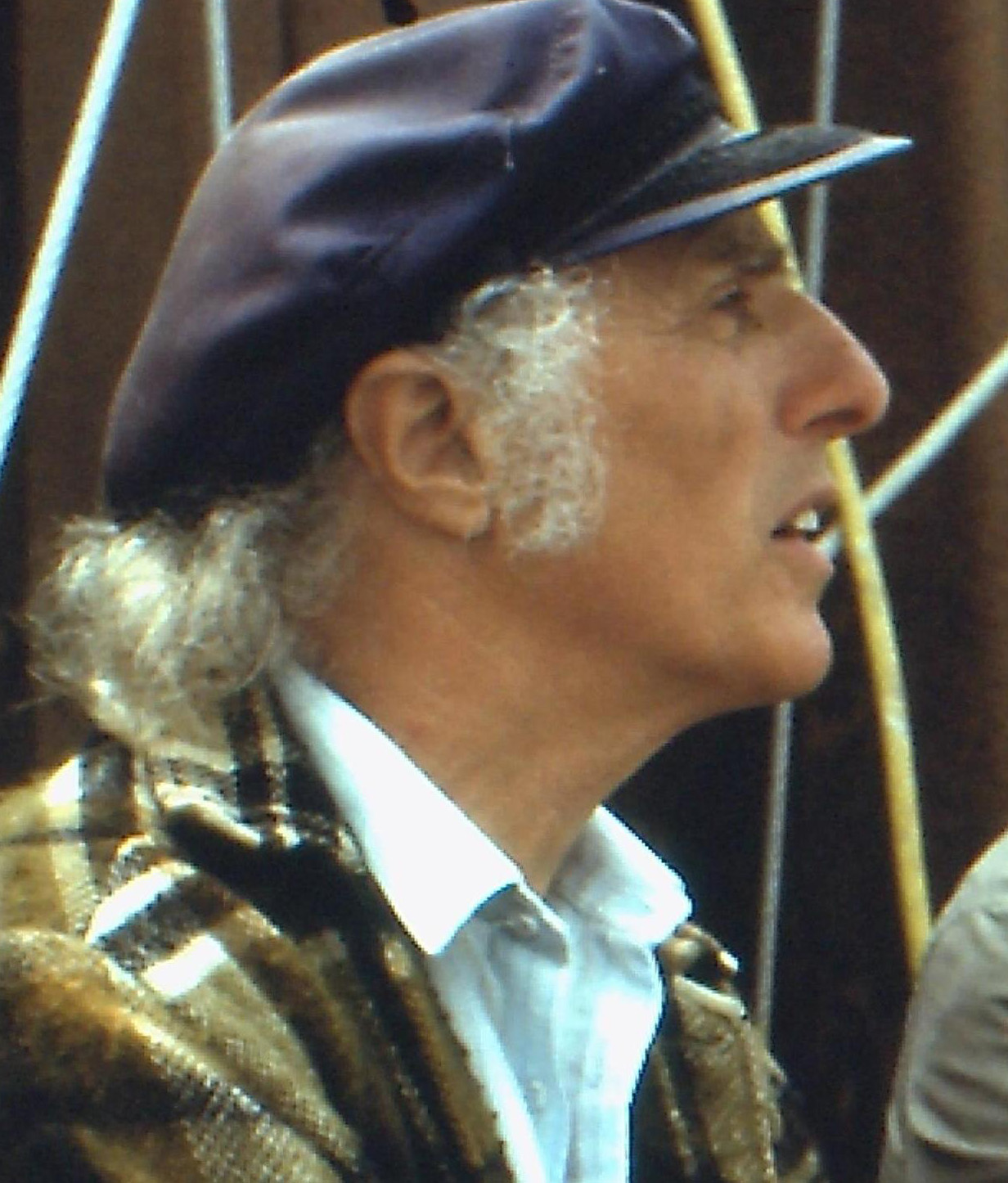
Gilles Vigneault participe à la marche du 17 avril 1988.

Les participants à la marche du 17 avril sont issus de différents secteurs d'activité. Plusieurs sont des membres du PQ ou du NPD-Québec. D'autres viennent plutôt du milieu syndical. D'autres, enfin, sont des étudiants universitaires, des cégépiens ou des élèves du secondaire. La marche attire son lot d'hommes et de femmes bien connus du public, tels que les politiciens Jacques Parizeau et Camille Laurin, les chanteurs Gilles Vigneault et Raymond Lévesque, l'acteur Gérard Poirier, les écrivains Yves Beauchemin et Michel Tremblay et les poètes Gaston Miron et Michèle Lalonde.

#### Les débats sur l'affichage unilingue français
À titre de présidente de la SSJBM, Nicole Boudreau s'implique activement dans les débats qui concernent l'affichage unilingue français. Elle suit de près, surtout, les décisions judiciaires qui risquent de renverser certaines dispositions de la Charte de la langue française.
Le 28 décembre 1984, la Cour supérieure du Québec invalide les dispositions de la Charte de la langue française qui font du français la seule langue de l'affichage public et commercial dans la province, soutenant que ces dispositions violent la liberté d'expression consacrée dans la Charte québécoise des droits et libertés de la personne. Quatre ans plus tard, le 15 décembre 1988, un arrêt de la Cour suprême du Canada confirme le jugement du tribunal québécois. Selon la Cour suprême, le gouvernement québécois ne peut interdire l'affichage en anglais sans enfreindre le droit à la liberté d'expression garanti par la Charte canadienne des droits et libertés et par la Charte québécoise des droits et libertés de la personne.
Au nom de la Société Saint-Jean-Baptiste de Montréal, Nicole Boudreau demande au premier ministre Robert Bourassa de tenir un référendum devant permettre au Québec de rapatrier du fédéral les pleins pouvoirs en matière de langue.
Le gouvernement Bourassa, recourant à la clause nonobstant de la Loi constitutionnelle de 1982, répond plutôt à ces enjeux judiciaires en adoptant la Loi modifiant la Charte de la langue française, ou le projet de loi 178, qui maintient l'interdiction d'affichage en anglais, jugée inconstitutionnelle par la Cour suprême. Cette loi devient obsolète le 22 décembre 1993, faute d'avoir été reconduite.

En plus de s'impliquer dans les débats sur le statut juridique du français au Québec, Nicole Boudreau mise sur la sensibilisation dans ses efforts pour promouvoir la protection de la langue. Elle s'intéresse particulièrement aux jeunes, qu'elle juge négligés dans les conversations sur la situation linguistique du Québec:   
« Je devenais folle de rage à entendre parler de l'apolitisme des jeunes. Nous avions abdiqué. Comment les jeunes auraient-ils pu savoir que notre langue était menacée et que nous étions un groupe vulnérable quand personne ne leur avait jamais rien dit? On ne leur avait pas parlé de notre situation en Amérique du Nord. Quand je fais des conférences dans les cégeps, je leur apprends qu'on est 2% de la population nord-américaine. L'image qui nous représente et qu'on doit toujours conserver, c'est celle du carré de sucre à côté d'un gallon de café». 

#### Les relations avec les communautés anglophone et allophone
Les convictions indépendantistes de Nicole Boudreau s'accompagnent d'une grande ouverture sur le monde et d'une attitude bienveillante à l'endroit des communautés anglophone et allophone du Québec. Selon le journaliste Gérald LeBlanc, elle « [réussit] à mettre de l'avant ce qu'il y a de mieux dans notre nationalisme: le côté humain et généreux de notre patriotisme, la détermination et la confiance de relever un défi impossible ».
Tout en défendant la primauté du français, Nicole Boudreau cherche le dialogue plutôt que la confrontation avec les Anglo-Québécois. « Quand les Québécois auront acquis la sécurité culturelle et linguistique qui leur est due », explique-t-elle en 1989, « je pense que l'ouverture faite à la place de l'anglais sera beaucoup plus grande »,.
Nicole Boudreau adopte également une posture résolument proimmigration. Au mois de mars 1987, par exemple, elle lance un programme visant à aider les immigrants récemment arrivés d'Amérique latine et de Turquie à mieux intégrer la communauté francophone. En janvier 1990, elle offre publiquement son soutien à un groupe de demandeurs d'asile faisant la grève de la faim.
À l'aube de la décennie 1980, Nicole Boudreau et son conjoint ont eux-mêmes adopté un enfant équatorien. Ils ont suivi l'exemple de leur ami de longue date, Pierre Bourque, alors directeur du Jardin botanique de Montréal. « Pierre avait lui-même adopté deux enfants équatoriens », spécifie Nicole Boudreau. « Il nous a facilité les démarches auprès des services d'adoption internationale ».

#### L'affaire Alliance Québec
En janvier 1989, un incendie vraisemblablement criminel ravage le quartier général de l'organisation de défense des droits des anglophones Alliance Québec. Le président du conseil de l'organisation, Peter Blaikie, accuse à mi-mot les leaders de la communauté francophone d'avoir encouragé la violence à l'endroit de l'organisation.
La SSJBM doit brièvement fermer ses locaux à clé lorsqu'elle est victime de menaces. « Des gens sont venus lancer des déchets, des drapeaux souillés, dans l'entrée », raconte alors Nicole Boudreau à La Presse. Elle condamne néanmoins l'incendie et se dit ouverte au dialogue avec les dirigeants de l'Alliance; peu de temps après, elle participe d'ailleurs à une discussion radio avec le chef de cette organisation, Royal Orr. Elle justifie son ouverture par la nécessité pour les communautés francophones et anglophones de dialoguer plus régulièrement: « Si on est sincère, il me semble qu'on va mieux comprendre la problématique linguistique. Ce n'est pas normal qu'il y ait des anglophones qui ne comprennent pas le désarroi des francophones ».

### La Fête nationale du Québec

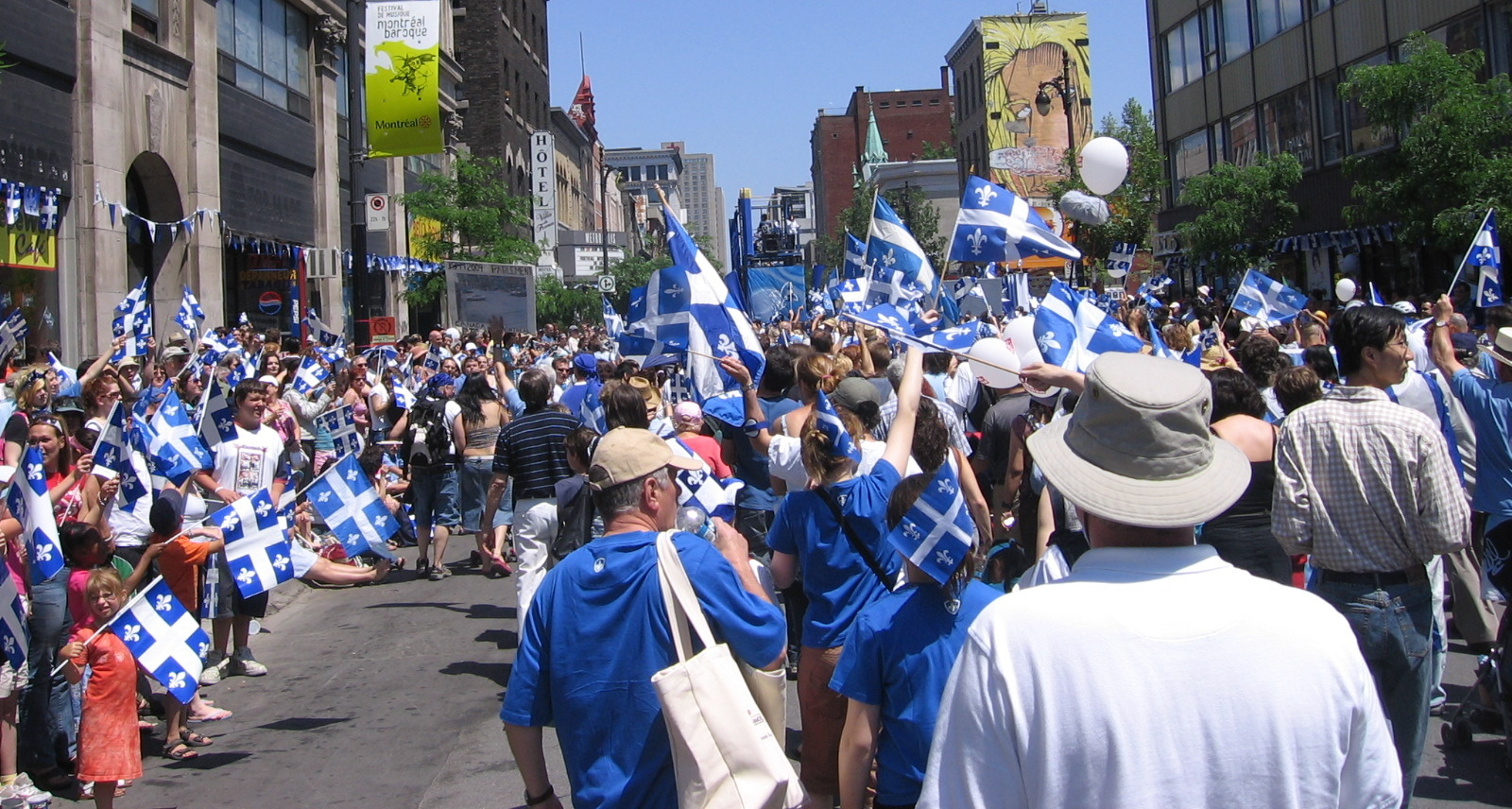
Défilé annuel de la Fête nationale du Québec (édition 2006).

Nicole Boudreau s'implique dans l'organisation des activités de la Fête nationale avant même de se joindre à la SSJBM. Son engagement ne fait que croître après sa nomination à la présidence de l'organisation.
En 1986, alors qu'elle vient tout juste d'être élue, c'est elle qui donne le discours patriotique au spectacle du parc Maisonneuve. Son allocution ne dure que 120 secondes, mais a un fort retentissement. Selon Gérald LeBlanc, présent sur les lieux, Nicole Boudreau « réussit à projeter une image de joie et d'enthousiasme, de fierté et de confiance: elle [démontre] qu'on peut être patriote, vivant, moderne et heureux. Quel vent d'air frais [émane] de cette fille de l'Abitibi, en ces temps de morosité post-référendaire [...] ».
En 1990, non plus à titre de présidente de la SSJBM, mais bien de directrice générale du Comité des Fêtes nationales, Nicole Boudreau se voit confier la tâche de faire de la Fête nationale, tombée en désuétude depuis quelques années, une « fête à faire rêver ». En cette année qui marque à la fois les 30 ans de la Révolution tranquille, les 50 ans du droit de vote des femmes, les 20 ans de la crise d'Octobre et les 10 ans de la défaite référendaire, elle accepte le défi avec enthousiasme et détermination:   
« Il était temps que la Fête nationale du Québec trouve sa voie. Qu'elle soit autre chose qu'une occasion de réjouissances collectives. Qu'elle soit d'abord et avant tout un moment privilégié pendant lequel les Québécois et Québécoises ont l'occasion de se rencontrer, de sentir ce qui les unit, de partager ensemble de grands moments de patriotisme et de ferveur collective ». 
En plus de superviser un grand spectacle mettant en vedette les chanteurs Gilles Vigneault, Paul Piché, Diane Dufresne, Michel Rivard et Laurence Jalbert sous les étoiles de l'île Sainte-Hélène, Nicole Boudreau organise des dizaines de fêtes de quartier à travers la métropole. Surtout, elle ressuscite de belle façon la tradition du défilé de la Fête nationale, disparu des étés montréalais depuis la fin des années 1960. Quelques jours seulement après l'annonce de l'échec de l'Accord du Lac Meech, un événement qui ravive la flamme nationaliste de bien des Québécois et des Québécoises, un grand défilé est ainsi organisé à Montréal. Conçu par Richard Blackburn, mieux connu pour son travail avec le Cirque du Soleil, le défilé est un « événement culturel fondamentalement dynamique », qui doit permettre aux Québécois et aux Québécoises de se retrouver.
Sous un soleil radieux, entre 160 000 et 500 000 marcheurs de tous horizons prennent d'assaut les rues de Montréal à l'occasion du défilé de la Fête nationale de l'année 1990.

### Le référendum de 1995 et les Partenaires pour la souveraineté
Peu après l'élection du Parti Québécois au mois de septembre 1994, des discussions s'engagent rapidement entre des organismes de la société civile à l'effet de mettre sur pied une table de concertation nationale au sujet de la souveraineté du Québec. Plusieurs de ces organismes, issus des milieux syndical, étudiant, communautaire et culturel, joignent bientôt leurs forces au sein d'une grande coalition nommée Partenaires pour la souveraineté. Forte de son expérience comme présidente de la SSJBM, Nicole Boudreau est nommée porte-parole de la coalition.
Les Partenaires pour la souveraineté annoncent officiellement leur fondation à l'occasion d'une conférence de presse le 21 janvier 1995. Y participent des porte-paroles d'influence tels que Lorraine Pagé, de la Centrale de l'enseignement du Québec (CEQ), Gérald Larose, de la Confédération des syndicats nationaux (CSN), Clément Godbout, de la Fédération des travailleurs du Québec (FTQ) et Louise Laurin, du Mouvement national des Québécoises et Québécois (MNQ). Le lendemain de l'événement, le journaliste Pierre O'Neill rapporte que les Partenaires forment une nouvelle table de concertation déterminée à devenir « un interlocuteur majeur dans le débat sur l'avenir du Québec ».
Au cours des mois qui suivent, les Partenaires pour la souveraineté multiplient les déclarations publiques ainsi que les activités de mobilisation et de sensibilisation à la souveraineté.

À l'occasion de la Journée des femmes du 8 mars 1995, par exemple, huit des personnalités féminines des Partenaires, dont Nicole Boudreau, signent une lettre publique dans la section « Opinions » du journal La Presse. Prenant résolument le parti de la souveraineté, les signataires enjoignent les Québécoises à prendre massivement part au débat public de façon à mettre de l'avant les valeurs de courage, de volonté et de détermination qui les caractérisent. Elles inscrivent ainsi le projet souverainiste dans le sillage des grands projets d'émancipation de l'époque contemporaine et présentent leur option non pas comme une fin en soi, mais bien comme un moyen de créer une société plus juste et ouverte sur le monde:  
« Cette journée du huit mars 1995 nous permet à nous, femmes engagées à promouvoir la cause des femmes, de dire publiquement que nous misons sur la capacité des femmes du Québec de s'assurer qu'on intègre au présent débat des mots qui en sont désespérément absents, les mots courage et générosité et surtout les attitudes qui en découlent et dont elles peuvent oser prétendre, à l'instar de milliers de femmes de tant d'autres pays, qu'elles ont caractérisé tous les combats qu'elles ont menés. [...] Le projet de souveraineté du Québec se doit d'être un projet essentiellement généreux, un projet qui s'inscrit à l'intérieur des grands mouvements d'émancipation des peuples parvenus à maturité. Des peuples qui ont non seulement à cœur de s'épanouir dans une société libre de vivre à haute voix au lieu de murmurer son existence mais qui de plus établissent sciemment des priorités qui vont dans le sens du bien commun. »  
Quelques semaines plus tard, les Partenaires pour la souveraineté déposent leur mémoire devant la Commission nationale sur l'avenir du Québec. Rédigé par l'écrivaine Hélène Pedneault et intitulé Vivre à haute voix au lieu de murmurer notre existence, ce document suscite un certain intérêt dans les médias. Le journaliste André Bellemare rapporte ainsi que les Partenaires, dignement représentés par la porte-parole Nicole Boudreau, « [ont] fermé la marche avec un message d'espoir pour les tenants de la souveraineté ». Bellemare ajoute qu'ils ont la ferme intention de multiplier les gestes rassembleurs visant à « entraîner la population québécoise dans [leur] sillage ». Le journaliste du Toronto Star, Robert McKenzie, note quant à lui que les Partenaires sont prêts à amorcer une vaste campagne d'information et de mobilisation, que le référendum ait lieu au printemps ou à l'automne.
À la suite du dépôt remarqué de leur mémoire à la Commission nationale sur l'avenir du Québec, les Partenaires pour la souveraineté obtiennent rapidement une première rencontre officielle avec les ténors du mouvement souverainiste. Au début du mois d'avril 1995, une vingtaine de dirigeants des organismes membres des Partenaires rencontrent le premier ministre du Québec, Jacques Parizeau, ainsi que le chef du Bloc Québécois, Lucien Bouchard. Après cette rencontre, Nicole Boudreau s'entretient brièvement avec les médias. Elle affirme d'abord avec enthousiasme qu'il y a, parmi les forces souverainistes, « une parfaite unité de pensée ». Elle ajoute toutefois que s'ils veulent accéder à la victoire, les souverainistes de tous horizons devront adopter une « stratégie commune » qui laissera leur juste place aux acteurs de la société civile. Pour elle : « Il y aura une instance tripartite, composée du Bloc québécois, du Parti québécois et des Partenaires pour la souveraineté, qui s'assoiront à la table et qui discuteront ensemble de la meilleure stratégie possible pour gagner le référendum ».
Le 17 mai 1995, les Partenaires pour la souveraineté organisent une activité publique intitulée « La souveraineté à la une ». Animée par le populaire comédien Jacques L'Heureux, cet événement ludique réunit quelque 200 souverainistes convaincus ainsi qu'une vingtaine de journalistes. Le bulletin de liaison des Partenaires, Référendum Express, décrit ainsi la soirée: « Clin d’œil adressé aux médias, ‘La souveraineté à la une’ était placée sous le signe de l’humour. Simulation d’une émission d’une demi-heure à la fictive chaîne de télévision ‘Québec Amérique’, pastiches des grands quotidiens québécois et d’un quotidien étranger, tout pour donner aux souverainistes québécois le sentiment d’enfin faire ‘la une’! ». Après avoir ainsi diverti la galerie, les Partenaires profitent de « La souveraineté à la une » pour dévoiler officiellement leur plan d'action pour les mois à venir. De concert avec le Parti Québécois et le Bloc Québécois, ils entendent consacrer l'été 1995 à la mobilisation des souverainistes avant de tenter de convaincre les indécis et les fédéralistes quelques semaines avant le jour du vote. La porte-parole Nicole Boudreau précise que la coalition misera sur une « campagne de terrain, avec de la créativité et de l'humour ». Cette campagne impliquera notamment la diffusion de matériel promotionnel, l'organisation d'activités de sensibilisation et la publication de dépliants informatifs.
En plus de multiplier les rencontres avec les groupes communautaires, les organismes de coopération et de solidarité et les syndicats des quatre coins du Québec, les Partenaires pour la souveraineté consacrent l'été 1995 à une série d'événements spécifiquement conçus pour rejoindre les jeunes, les Franco-Canadiens ainsi que les Acadiens et les Québécois issus des communautés culturelles.

#### L'Opération porte-voix
Les sondages publiés en 1994 et 1995 indiquent que, comme en 1980, les femmes sont moins enclines que les hommes à soutenir l'option souverainiste,. Attribuant cette frilosité au fait que le discours politique traditionnel ne passe pas toujours très bien chez les femmes, les Partenaires pour la souveraineté sont déterminés à redoubler d'efforts à leur endroit. L'Opération porte-voix, une initiative de la porte-parole Nicole Boudreau, est lancée le 5 septembre 1995. À l'occasion d'un point de presse organisé dans une cuisine du quartier montréalais Hochelaga-Maisonneuve, les représentantes des Partenaires annoncent aux médias qu'une grande tournée nationale visant à « favoriser le dialogue » et à « informer les femmes » se mettra en branle quelques jours plus tard. « Il fallait [...] trouver un moyen de rejoindre ces femmes en outrepassant les discours conventionnels et les lignes de parti », explique Nicole Boudreau, « [d']où l'idée d'une tournée en autobus et des femmes en région qui, à leur manière, décideront comment elles reçoivent les passagères souverainistes ».
En l'espace de dix jours, une cinquantaine de femmes issues de plusieurs milieux sociaux et professionnels se relaient dans l'autobus nolisé par les Partenaires. Elles parcourent quelque 4 000 kilomètres et visitent 46 municipalités, multipliant les assemblées de cuisine, les dîners-conférences et les 5 à 7. Certaines personnalités bien connues du public québécois participent à l'Opération porte-voix: c'est le cas de Claire Bonenfant, ancienne présidente du Conseil du statut de la femme (1978-1984), de Françoise Laliberté, du Mouvement Action-Chômage de Montréal, et de Denise Boucher, dramaturge et autrice de la pièce de théâtre féministe Les fées ont soif.
La tournée de l'Opération porte-voix prend fin à Montréal le 17 septembre 1995. Pour l'occasion, le spectacle « SouveReines », mis en scène et animé par Hélène Pedneault, est présenté devant une foule de quelque 400 personnes au populaire Club Soda de l'avenue du Parc. Y participent des artistes en vue telles que Marie-Claire Séguin, Renée Claude, Marie Savard et Marie-Michèle Desrosiers. La grande Pauline Julien, égérie des causes féministe et souverainiste, est également de la partie. Pour sa dernière véritable prestation publique, elle récite un texte de son partenaire Gérald Godin, mort en octobre 1994. Le spectacle « SouveReines » est repris par le comité du Oui au mois d'octobre de la même année. Il est alors produit au Spectrum de Montréal.
Si l'Opération porte-voix ne permet pas de renverser complètement la tendance du vote souverainiste, l'initiative des Partenaires pour la souveraineté contribue néanmoins à réduire considérablement l'écart entre les genres dans les intentions de vote. Dans un entretien accordé à Sylvie Dupont en 2013, Suzanne La Ferrière rappelle que l'appui des femmes francophones à la souveraineté a augmenté de 10 points à l'aube du jour du scrutin. L'ancienne responsable des communications des Partenaires pour la souveraineté attribue une bonne part de cette augmentation au travail effectué au cours de la grande tournée des femmes: « [Ç]a, c'est grâce à la tournée qu'on a faite pour rejoindre les femmes et ensuite à la prise en charge de cette dimension-là par le comité national du Oui, avec le discours et le matériel qu'on avait mis au point pour une campagne orientée vers les femmes ».
Au-delà d'une augmentation statistique, l'Opération porte-voix aura confirmé aux forces souverainistes que les femmes s'intéressent bien à la question, mais qu'elles s'intéressent moins aux changements constitutionnels qu'aux changements politiques et sociaux qui pourraient découler de l'indépendance du Québec. C'est ce que confie la porte-parole Nicole Boudreau aux médias quelques jours après la fin de la tournée: « La souveraineté est, à leurs yeux, un outil pour réaliser des changements sociaux. En tournée, les femmes ont peu parlé de passeport canadien ou de monnaie. Elles souhaitent que les ténors du OUI accordent autant d'intérêt aux dimensions sociales qu'aux questions de structures, répartition des pouvoirs et partage de la dette. »
Au cours de la tournée de l'Opération porte-voix, Nicole Boudreau et certaines de ses collègues lancent par ailleurs le Regroupement des Québécoises pour le OUI. La politicologue Chantal Maillé rapporte que cette organisation insiste sur trois objectifs: un projet de société qui porte l'empreinte des femmes et de leurs valeurs; la poursuite des débats dans un cadre de noblesse, de respect, de dignité et de générosité; une approche économique qui tienne compte des femmes.

## Poursuite de l'engagement

### Vers des états généraux du français
Au printemps 1995, les Partenaires pour la souveraineté, en collaboration avec la SSJBM, se prononcent déjà en faveur de la mise sur pied d'une commission d'enquête sur la situation du français.
Au lendemain du référendum de 1995, Nicole Boudreau lance une campagne visant à raviver le soutien du public québécois à la Charte de la langue française. « On entend constamment dire que [le projet de loi 101] est anormal, illégal, illégitime, et tout cela a sapé la confiance des Québécois dans l'outil juridique qu'ils se sont donné », déclare-t-elle alors.
L'engagement de Nicole Boudreau pour la protection de la langue française ne fléchit pas dans les années 2000 et 2010. Dès l'automne 2009, l'idée de tenir une grande réflexion publique sur l'état du français, quelque 50 ans après les États généraux du Canada français, est mise de l'avant au sein de la SSJBM. L'ex-présidente Nicole Boudreau obtient le mandat de mener une tournée de consultation à l'échelle du Québec. Le projet tarde d'abord à se concrétiser, mais revient au premier plan en 2018 en réaction au choc causé par la crise linguistique qui secoue l'Ontario et par l'élection du progressiste-conservateur Blaine Higgs au Nouveau-Brunswick.
Le 31 mars 2019, la SSJBM annonce enfin la mise sur pied d'une tournée de consultation visant à déterminer l'opportunité de tenir des états généraux du français. Nicole Boudreau, ouvertement en faveur de la proposition, croit que ceux-ci interpelleraient « autant les francophones hors Québec et les Québécois d'origine que les gens qui se sont joints à nous il y a 120 ans, 10 ans, hier ». Elle ajoute avoir bon espoir que « la participation des citoyens amènera un sentiment d'adhésion et de fierté face à cette belle aventure francophone en Amérique ».
Au cours de sa tournée, Nicole Boudreau consulte une cinquantaine d'hommes et de femmes issus de toutes sortes de secteurs de la société civile (des présidents d'associations, des historiens, des linguistes, des sociologues, etc.). Elle rend son rapport final au printemps.
Le projet a toutefois été interrompu par la pandémie de Covid-19.

### Le congrès de la Convergence nationale
En 2013, Nicole Boudreau participe au Congrès de la convergence nationale organisé par le Nouveau Mouvement pour le Québec (NMQ).
Réunissant des centaines d'indépendantistes issus de la société civile et des milieux syndicaux et politiques le temps d'une fin de semaine, ce congrès unique en son genre vise à améliorer la cohésion du mouvement indépendantiste au-delà des allégeances partisanes. « La Convergence nationale est née d'une impulsion citoyenne », indique le programme du Congrès, « [s]on but, c'est de réunir les indépendantistes de tous les horizons. D'inviter tous les partis et tous les citoyens à faire le bout de chemin qu'ils ont besoin de faire pour qu'on se retrouve tous ensemble ».
Dans l'allocution qu'elle prononce au début du congrès, Nicole Boudreau affirme que « la souveraineté est une chose trop importante pour être laissée à la seule main des politiciens ». Fidèle à ses convictions de toujours, elle met l'accent sur le rôle de la société civile dans le projet souverainiste.
À une autre occasion lors du congrès, Nicole Boudreau se prononce également sur l'importance de passer le flambeau indépendantiste aux jeunes générations.

## L'animatrice et la femme politique

### Les célébrations du350eanniversairede Montréal (1992)
Nicole Boudreau participe à l'organisation des célébrations qui entourent le 350e anniversaire de la métropole québécoise à titre de directrice des relations avec la communauté à la Corporation des célébrations du 350e anniversaire de Montréal,.

### Les fêtes du180eanniversairedu Canal Lachine (2005)
En 2005, à titre de responsable de la programmation de la Société de promotion du Canal Lachine, Nicole Boudreau joue un rôle de premier plan dans l'organisation des fêtes du 180e anniversaire du canal emblématique de la région montréalaise.

### Travail auprès de Jacqueline Montpetit, 2006-2009
En septembre 2006, Nicole Boudreau devient chef de cabinet de la mairesse de l'arrondissement du Sud-Ouest, Jacqueline Montpetit. Elle occupe ce poste jusqu'à ce que cette dernière annonce sa retraite, en 2009.

### La campagne électorale de 2009
Aux élections municipales de 2009, après avoir refusé l'offre de la candidate à la mairie Louise Harel de se joindre à son équipe, Nicole Boudreau se présente au sein du parti Union Montréal, mené par Gérald Tremblay. Elle entend succéder à Jacqueline Montpetit au poste de mairesse d'arrondissement dans le Sud-Ouest. Elle est défaite de peu (4 848 voix contre 4 821 voix) par le candidat de Vision Montréal, Benoit Dorais.

## Prix et hommages
Au cours de sa carrière, Nicole Boudreau voit son travail et son engagement récompensés par plusieurs prix et mentions. En 1989, elle est nommée Femme politique de l'année au Salon de la femme et obtient l'Ordre des francophones d'Amérique. En juillet 1990, elle est nommée Personnalité de la semaine par le journal La Presse. Quelques mois plus tard, elle obtient une mention du Gala Excellence de La Presse dans la catégorie « Affaires, administration et institutions. Toujours en 1990, elle reçoit un Prix d'excellence de l'Association des relationnistes du Québec pour la meilleure campagne de relations publiques de l'année. Elle est également détentrice d'un Prix d'excellence de l'Alliance des professeures et professeurs de Montréal.